# Driehoeksbos
Driehoeksbos is een buurt in het stadsdeel Woensel-Noord in de Nederlandse stad Eindhoven. Op 1 januari 2023 telde de buurt 945 inwoners, verdeeld over 408 woningen, met een gemiddelde WOZ-waarde van € 562.000, op een oppervlakte van 0,77 km².
De wijk ligt in het noorden van Eindhoven in de wijk Ontginning waartoe de volgende buurten behoren:
- Driehoeksbos
- Prinsejagt
- Jagershoef
- 't Hool
- Winkelcentrum
- Vlokhoven

De naam van de buurt komt van een groot driehoekig bos- en heideperceel dat eind 19e eeuw was aangelegd op deze locatie. Rond 1950 was hiervan al het grootste deel verdwenen en later is er een gemeentelijk sportterrein aangelegd waardoor de rest werd gekapt. Slechts het noordelijkste puntje van het oorspronkelijke bos is nog over. De meeste woningbouw is de laatste jaren van het vorige millennium gebouwd